# Джалган (гора)
Джалган (варианты Джалган-Тау, устар. «Джалган-даг») — гора в системе Сабново-Джалганского хребта Большого Кавказа в России (Дагестан). Высота 708,2 м.

## Географическое положение
Гора расположена на стыке Предгорного Дагестана и Приморской низменности, у подножья горы расположен город Дербент.

## Геологическое строение
Представляет собой размытое крыло антиклинальной складки Джалган-Кемах. Сложена верхне-миоценовыми породами — глинами, мергелями и сланцами.

## Растительность
По склону горы хорошо прослеживается резкий переход от полупустынных ландшафтов Приморского Дагестана к лесным ландшафтам — зарослям шибляка и низкорослого леса, что связано с резким увеличением количества осадков от подошвы к вершине (МС Дербент — 171 мм, МС Джалган — 262 мм). Растительный мир представлен дубом, клёном, ясенем, грабом, в подлеске заросли кизила, боярышника, айвы и др.

## Население
На склонах горы расположены населённые пункты: Джалган, Митаги и Митаги-Казмаляр.

## Достопримечательности
На горе расположены:
- святилище с могилой, в которой по одному преданию похоронен первый католикос Кавказской Албании Григорис, по другой версии Святой Георгий Победоносец;
- «Петровская роща», в которой в 1722 году во время Персидского похода, в честь Петра I местной знатью был устроен пир;
- сталактитовая пещера «Святых сосцов» со святым родником «Урус-булах» (русский родник) из которого по преданию пил Пётр I[6].